# 포토봄

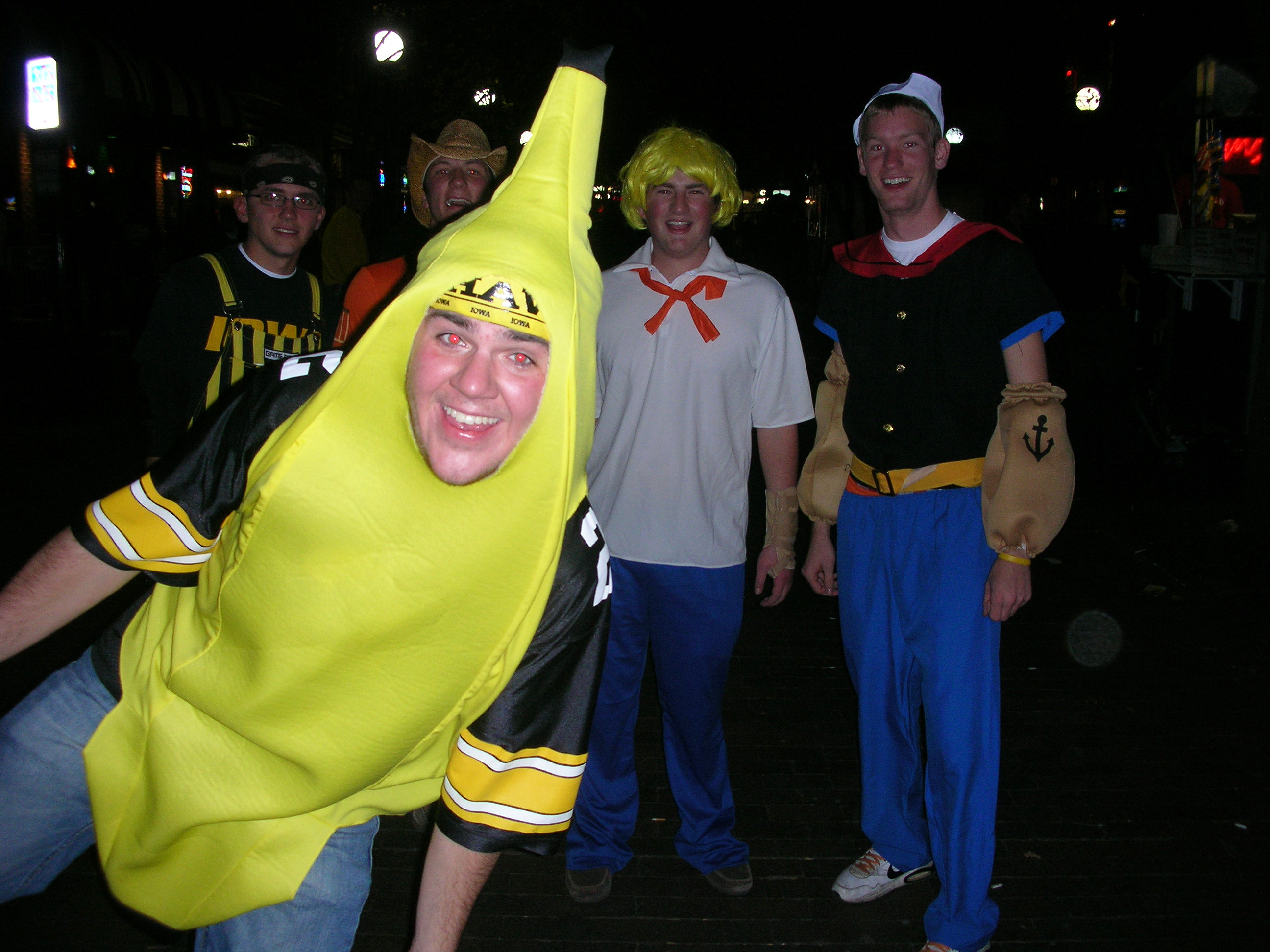
포토봄

포토봄(photobomb)은 사진을 찍을 때(특히 셀프카메라) 다른 누군가가 고의적으로 찍히는 타이밍에 장난으로 끼어드는 것을 의미한다. 2014년, photobomb이라는 단어는 콜린스 영어사전에서 올해의 단어로 선정되었다.